# Revilo Pendleton Oliver

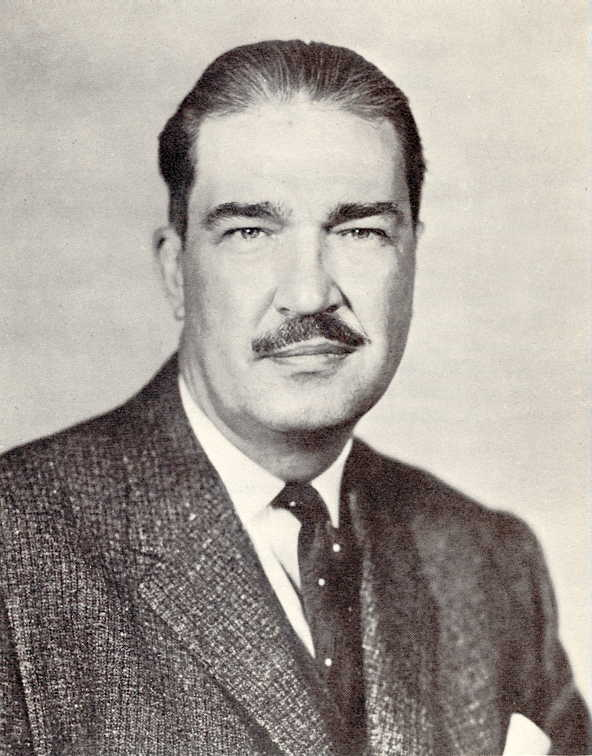
Revilo Pendleton Oliver (1963)

Revilo Pendleton Oliver (* 7. Juli 1908 in Corpus Christi, Texas; † 10. August 1994 in Urbana, Illinois) war US-amerikanischer Professor für Klassische Philologie, Spanisch und Italienisch an der Universität von Illinois.

## Leben
Revilo P. Oliver wurde am 7. Juli 1908 nahe Corpus Christi im US-Bundesstaat Texas geboren. Die Entscheidung seiner Eltern, dem Sohn einen palindromischen Namen zu geben, ist – laut Oliver – einer sechs Generationen zurückreichenden Familientradition geschuldet. Der junge Oliver besuchte zwei Jahre lang in Illinois die High School, danach in Kalifornien. Der Knabe war sehr sprachbegabt und begann sich selbst die hochflektierte Sanskritsprache beizubringen, stieß hierbei zwar bald an seine Grenzen, konnte aber einen indischen Lehrer finden, der Oliver Privatunterricht erteilte. Im Alter von 16 Jahren wechselte er auf das Pomona College in Claremont im Bundesstaat Kalifornien.
Im Jahre 1930 heiratete Oliver Grace Needham. Ein Studium der Klassischen Philologie schloss er 1940 mit einer Promotion zum Dr. phil. ab; sein Doktorvater war William Abbott Oldfather.
Von 1941 bis 1945 arbeitete Oliver im War Department, wechselte danach wieder zum Philologischen Fakultät der Universität von Illinois zurück (ab 1945 als Assistant Professor, ab 1947 als Associate Professor und ab 1953 als Professor). Er dozierte bis zu seiner Emeritierung im Jahre 1977 über Klassische Philologie. Oliver beherrschte insgesamt zwölf Sprachen, worunter Latein – er galt als Experte für schwierige Übersetzungsfragen – und Sanskrit hervorstachen.
Revilo P. Oliver war 1958 Mitbegründer der antikommunistischen „John-Birch-Gesellschaft“, die ihn jedoch 1966 wegen seines offen zur Schau getragenen Rassismus ausschloss. – Bis in die 1960er Jahre konnte Oliver als Vertreter des amerikanischen Konservatismus gelten, er näherte sich jedoch immer stärker nationalsozialistischen Überzeugungen an – oder zumindest deren US-amerikanischer Auslegung. Er arbeitete schließlich mit Dr. William L. Pierces Organisation „National Alliance“ zusammen, die als eine kulturell-politische NS-Vereinigung angesehen werden kann. 1970/1971 gehörte er dem Beirat der „National Youth Alliance“ an. Oliver hielt Vorträge zu historischen, politischen, religiösen und Rassefragen und publizierte zahllose Beiträge in verschiedenen rechten und antijüdischen Periodika, z. B. dem Journal of Historical Review, der National Review oder der Liberty Bell. In einigen Fällen veröffentlichte Oliver seine Beiträge unter Pseudonym, hierzu zählen Ralph Perier und Paul Knutson.
Oliver, der an Leukämie und einem schweren Lungenemphysem litt, das seine jahrzehntelange Nikotinsucht hervorgerufen hatte, erschoss sich im Alter von 86 Jahren am 10. August 1994 in Urbana (Illinois), um sich weiteres Leiden durch seine Krankheit zu ersparen.